# Marlos
Marlos, właśc. Marlos Romero Bonfim (ur. 7 czerwca 1988 w São José dos Pinhais) – ukraiński piłkarz pochodzenia brazylijskiego, grający na pozycji ofensywnego pomocnika, reprezentant Ukrainy. Od 2014 roku zawodnik Szachtara Donieck.

## Kariera piłkarska

### Kariera klubowa
Wychowanek klubu Coritiba FBC, w barwach którego w 2006 rozpoczął karierę piłkarską. W 2009 został zaproszony do São Paulo FC. 11 stycznia 2011 podpisał 5-letni kontrakt z ukraińskim Metalistem Charków. 4 lipca 2014 przeszedł do Szachtara Donieck.

### Kariera reprezentacyjna
Obywatelstwo ukraińskie otrzymał we wrześniu 2017. Swój pierwszy mecz w reprezentacji rozegrał 6 października 2017 w wygranym 2:0 meczu z Kosowem.

## Sukcesy i odznaczenia

### Sukcesy klubowe
- mistrz Campeonato Brasileiro Série B: 2007
- mistrz Campeonato Paranaense: 2008
- brązowy medalista mistrzostw Ukrainy: 2012, 2013, 2014